# قزلسوري
قزلسوري (بالفارسية: قزلسوری) هي قرية تقع في قسم آواجيق الجنوبي الريفي (مقاطعة تشالدران) في إيران. يقدر عدد سكانها بـ 215 نسمة بحسب إحصاء 2016.